# 방례원
방례원(房禮源, 1918년 ~ 1992년 12월 25일)은 대한민국의 법조인이다. 제15대 대구고등법원장을 거쳐 제3대 사법연수원장을 지내며 서울고등법원장을 겸임하였다. 1981년 법관 정년 퇴임 후 변호사로 활동했다.

## 경력
- 1973년 4월 2일 ~ 1977년 1월 3일 : 제15대 대구고등법원장
- 1977년 1월 4일 ~ 1981년 1월 18일 : 제3대 사법연수원장
- 1980년 9월 2일 ~ 1981년 1월 17일 : 서울고등법원장

## 상훈
- 국민훈장 무궁화장
- 홍조소성훈장
- 황조근정훈장